# Alessandro Pirzio Biroli
Alessandro Pirzio Biroli (født 23. juli 1877 i Bologna, død 20. maj 1962 i Rom) var en italiensk officer og fægter, som deltog i de olympiske lege 1908 i London.
Pirzio Biroli deltog i tre discipliner ved OL 1908: Kårde og sabel individuelt samt sabel for hold. I kårde vandt han to kampe i sin indledende pulje, hvilket ikke var nok til videre deltagelse. I den individuelle sabelkonkurrence vandt han to kampe i indledende runde og gik videre til anden runde. Her vandt han én kamp, hvilket ikke var nok til videre deltagelse. I holdkonkurrencen var han med på det italienske hold i alle tre kampe. Holdet vandt i indledende runde over Storbritannien, men tabte derpå i semifinalen til Ungarn, der senere vandt guld. Italienerne fik en kamp om andenpladsen, som de vandt over Tyskland. De andre på holdet var Marcello Bertinetti, Sante Ceccherini, Riccardo Nowak og Abelardo Olivier.
Efter første verdenskrig blev Pirzio Biroli øverstbefalende for Bersaglieri-regimentet, og i perioden 1921-1927 var anførte han en militærmission til Ecuador. Han havde flere betydningsfulde militære poster, blandt andet stabschef for det eritreanske korps i den anden italiensk-abessinske krig 1936-1937. Han havde fascistiske sympatier og blev udnævnt til general i den italiensk 9. armé i 1941 og var guvernør i Montenegro 1941-1943 med fulde beføjelser over området, både militære og civile. Han var personligt ansvarlig for en lang række henrettelser og masseterror mod den montenegrinske befolkning. Skønt han blev opfattet som krigsforbryder af FN, blev han aldrig retsforfulgt og tilbragte sine sidste år i Rom.